# Tischtennis-Europameisterschaft 1962

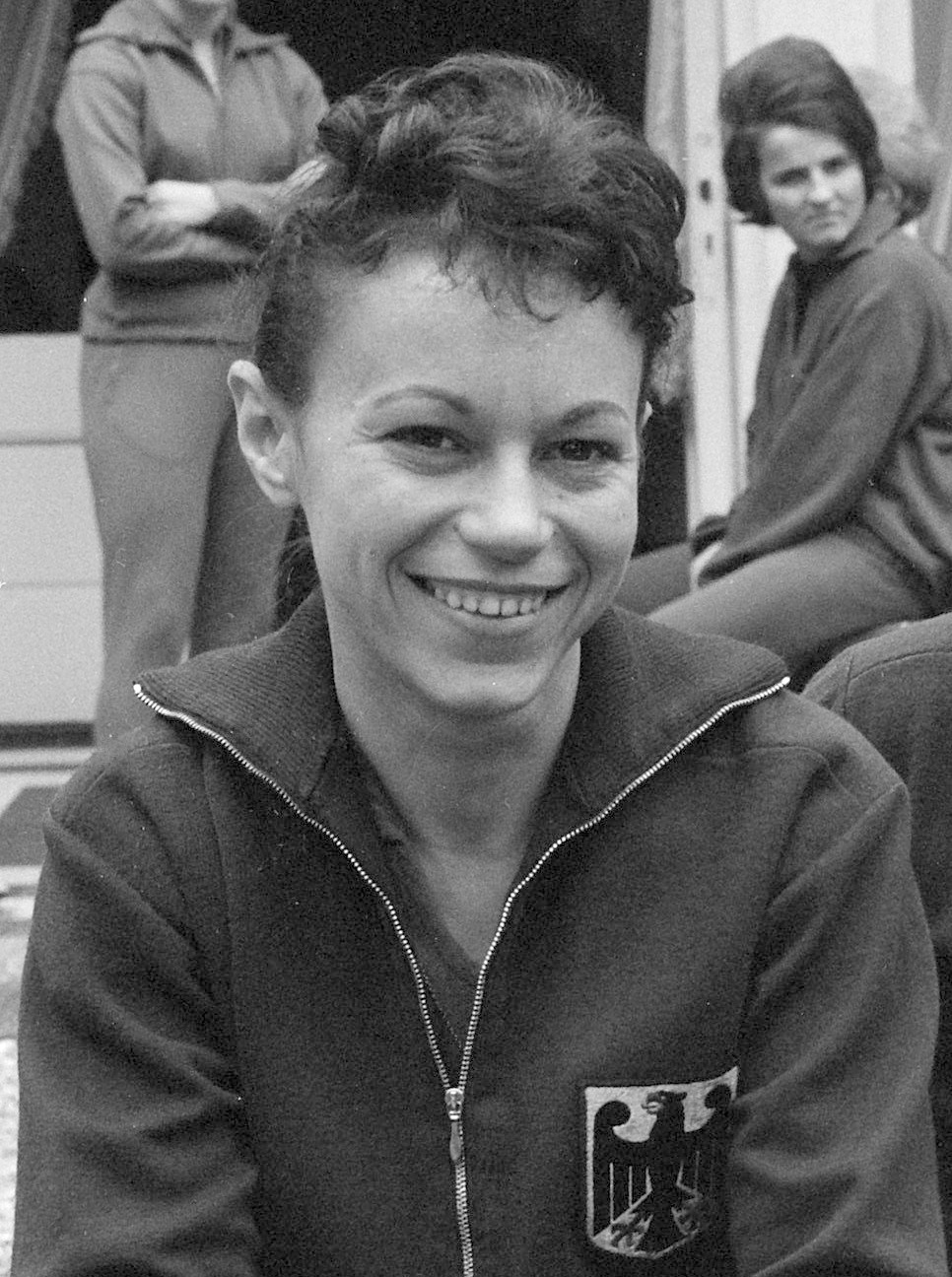
Agnes Simon, 1962

Die 3. Tischtennis-Europameisterschaft fand vom 31. März bis 7. April 1962 in West-Berlin in der Schöneberger Sporthalle statt. Sie wurde aus politischen Gründen von fast allen Ostblockstaaten boykottiert.
Die deutsche Damenmannschaft wurde Europameister, ebenso Agnes Simon im Einzel. Jugoslawien gewann den Titel bei den Herren, der Schwede Hans Alsér im Herreneinzel vor Erich Arndt. Inge Harst siegte im Mixedwettbewerb.

## Vorfeld
Ursprünglich war Schweden für die Durchführung der Europameisterschaft vorgesehen. Als Schweden verzichtete, wurde der Deutsche Tischtennis-Bund DTTB 1961 beauftragt, die Europameisterschaften 1962 auszurichten. Dieser legte als Austragungsort West-Berlin fest. Dagegen protestierte die DDR, alle osteuropäischen Länder kündigten einen Boykott der Veranstaltung an. Der Präsident des UdSSR-Tischtennisverbandes sprach von einer Provokation und politischen Herausforderung. In einer Sitzung des europäischen Tischtennisverbandes ETTU in Prag bestätigten die Beteiligten mit einer 5:2-Mehrheit die Entscheidung des DTTB bezüglich West-Berlin.
Daher boykottierten die DDR, Ungarn, die CSSR, Rumänien und die UdSSR das Turnier mit der Begründung, West-Berlin gehöre nicht zur Bundesrepublik. Jugoslawien beteiligte sich nicht an dem Boykott. Italien sagte die vorgesehene Teilnahme aus anderen Gründen kurzfristig ab.
Agnes Simon erhielt erst kurz vor Beginn der Europameisterschaft die Spielberechtigung für Deutschland.

## Austragungsmodus Mannschaften
Die Herrenmannschaften traten in zwei Neunergruppen im Modus Jeder gegen Jeden an. Die Gruppensieger bestritten das Endspiel. Gespielt wurde mit Dreiermannschaften nach dem Swaythling-Cup-System, also ohne Doppel.
Analog spielten die Damen in einer Siebener- und einer Sechser-Gruppe im Modus Jeder gegen Jeden. Ein Damenteam bestand aus zwei Spielerinnen. Gespielt wurde nach dem Corbillon-Cup-System, also zuerst zwei Einzel, dann ein Doppel und danach wieder maximal zwei Einzel.
Endstand der Gruppenspiele
| Platz | Herren-Gruppe 1 | Herren-Gruppe 2 |
| ----- | --------------- | --------------- |
| 1.    | Schweden        | Jugoslawien     |
| 2.    | England         | Deutschland     |
| 3.    | Holland         | Österreich      |
| 4.    | Frankreich      | Belgien         |
| 5.    | Dänemark        | Schweiz         |
| 6.    | Portugal        | Spanien         |
| 7.    | Luxemburg       | Finnland        |
| 8.    | Griechenland    | Wales           |
| 9.    | Jersey          | Schottland      |

| Platz | Damen-Gruppe 1 | Damen-Gruppe 2 |
| ----- | -------------- | -------------- |
| 1.    | England        | Deutschland    |
| 2.    | Schweden       | Frankreich     |
| 3.    | Jugoslawien    | Dänemark       |
| 4.    | Holland        | Griechenland   |
| 5.    | Spanien        | Belgien        |
| 6.    | Schweiz        | Portugal       |
| 7.    | Wales          | -              |

## Abschneiden der Deutschen

### Herrenmannschaft
Die deutschen Herren verpassten das Endspiel, da sie in Gruppe 2 hinter Jugoslawien nur Zweiter wurden. Das Spiel gegen Jugoslawien wurde mit 2:5 verloren, alle anderen Begegnungen wurden hoch gewonnen: Spanien, Schottland, Wales, Schweiz, Finnland jeweils mit 5:0, Belgien, Österreich jeweils mit 5:1.

### Damenmannschaft
Die Damen gewannen alle Gruppenspiele. Dabei gaben sie lediglich gegen Frankreich ein Spiel ab, wo das Doppel Matthias/Buchholz gegen Monique Alber/Martine Le Bras verlor. Damit standen sie im Endspiel gegen den Sieger der anderen Gruppe England. Dieses gewannen sie mit 3:1. Lediglich Inge Harst verlor gegen Diane Rowe. Die Siegpunkte holten Agnes Simon gegen Mary Shannon und Diane Rowe sowie das Doppel Simon/Harst gegen Rowe/Shannon.

### Herreneinzel
Für die Individualwettbewerbe meldete der DTTB 23 Spieler. Conny Freundorfer wurde nicht für die Mannschaft nominiert. Dies akzeptierte er nicht und deshalb verzichtete er auf eine Teilnahme an den Individualwettbewerben.
Am erfolgreichsten war Erich Arndt, der schon in den Mannschaftskämpfen mit 4 Siegen aus 5 Spielen überzeugt hatte. Arndt erreichte nach Freilos und Siegen über Wim Nederpelt (Niederlande), Carl-Johan Bernhardt (Schweden), Ernst Gomolla (Deutschland), Tony Larsson (Schweden) und Bjorne Mellstrom (Schweden) das Endspiel, in dem er dem Schweden Hans Alsér mit 0:3 unterlag.
Eberhard Schöler gelangte durch Freilos und Siegen gegen Svensson (Schweden), Georges Roland (Belgien), Alf Carlsson (Schweden) und Zeljko Hrbud (Jugoslawien) das Halbfinale, in dem er gegen Hans Alsér (Schweden) verlor.
- Ausscheiden in der 4. Runde
  - Hans Wilhelm Gäb (Düsseldorf): Sieg gegen Sporer (Österreich), Istvan Korpa (Jugoslawien), Freddy Hansen (Dänemark), Niederlage gegen Hans Alsér (Schweden)
  - Ernst Gomolla (Salzgitter): Sieg gegen Antonis Kedras (Griechenland), Nicolas Pewny (Schweiz), Karl Troll (Österreich), Niederlage gegen Erich Arndt
  - Dieter Michalek (Mörfelden): Sieg gegen Valentin Langehegermann (Luxemburg), Stavros Plakantonakis (Griechenland), Rüdiger Reinecke (Deutschland), Niederlage gegen Ian Harrison (England)
  - Hans-Jörg Offergeld (Düsseldorf): Sieg gegen Jeffrey Ingber (England), Odd Nielsen (Norwegen), Wolfgang Lux (Deutschland), Niederlage gegen Vojislav Marković (Jugoslawien)
- Ausscheiden in der 3. Runde
  - Peter Held (Frankfurt): Freilos, Sieg gegen Hans Jell (Österreich), Niederlage gegen Zeljko Hrbud (Jugoslawien)
  - Wolfgang Lux (Charlottenburg): Sieg gegen Maurice Cornil (Belgien), Robert Kerr (Schottland), Niederlage gegen Hans-Jörg Offergeld (Deutschland)
  - Martin Ness: Sieg gegen Frans Schoofs (Niederlande), Guy Delabarre (Belgien): Niederlage gegen Ian Harrison (England)
  - Rüdiger Reinecke (Hamburg): Sieg gegen Jose Maria Ramon (Spanien), Kent Johansson (Schweden), Niederlage gegen Dieter Michalek (Deutschland)
- Ausscheiden in der 2. Runde
  - Dieter Forster (Düsseldorf): Sieg gegen Jan Scheffer (Niederlande), Niederlage gegen Johnny Leach (England)
  - Peter Hübner (Düsseldorf): Sieg gegen Seppo Pentsinen (Finnland), Niederlage gegen Lajos Antal (Schweiz)
  - Manfred Konieczka (Berlin): Sieg gegen Carlo Jaminet (Luxemburg), Niederlage gegen Edvard Vecko (Jugoslawien)
  - Bernd Lorenz (Wolfenbüttel): Sieg gegen Kenneth Eloury (Jersey), Niederlage gegen Georges Roland (Belgien)
  - Otmar Stock (Friedberg): Sieg gegen Bert Onnes (Niederlande), Niederlage gegen Tony Larsson (Schweden)
  - Horst Thein (Haßfurt): Sieg gegen Christos Christodoulos (Griechenland), Niederlage gegen David Creamer (England)
- Ausscheiden in der 1. Runde
  - Wolf Berger (Frankfurt): Niederlage gegen Freddy Hansen (Dänemark)
  - Anton Breumair (Augsburg): Niederlage gegen Per Magnusson (Schweden)
  - Lothar Franke (Berlin): Niederlage gegen Robert Stevens (England)
  - Werner Kümmerle (Augsburg): Niederlage gegen Karl Troll (Österreich)
  - Klaus Maier (Freiburg): Niederlage gegen Karl Wegrath (Österreich)
  - Heinz Niemeyer (Hamburg): Niederlage gegen Fernando Huecas (Spanien)
  - Josef Seiz (Burgkunstadt): Niederlage gegen Janez Teran (Jugoslawien)

### Dameneinzel
Herausragend war Agnes Simon, die Patricia Kerr (Schottland), Anita Haacke (Berlin), Micheline Stas (Belgien), Monique Alber (Frankreich) und Inge Harst aus dem Rennen warf und im Endspiel Diane Rowe mit 3:0 besiegte.
Uschi Matthias (Berlin) kam nach Freilos und Siegen gegen Alima Mokhtari (Frankreich), Birgitta Tegner (Schweden) und Edith Steinke (Berlin) ins Halbfinale. Hier unterlag sie der Engländerin Diane Rowe.
Auch Inge Harst (Stuttgart) erreichte nach Siegen gegen Sandra Morgan (Wales), Evy Schandorph (Dänemark), Cirila Pirc (Jugoslawien) und Mary Shannon (England) das Halbfinale. Hier verlor sie knapp im 5. Satz gegen Agnes Simon.
- Ausscheiden im Viertelfinale
  - Edit Buchholz (Kiel): Sieg gegen Loukia Scrivanou (Griechenland), Martine Le Bras (Frankreich), Britt Andersson (Schweden)
  - Edith Steinke (Berlin): Sieg gegen Tine de Jong (Niederlande), Maria Ignacia Hospital (Spanien), Hanna Haering (Schweinfurt), Niederlage gegen Uschi Matthias (Berlin)
- Ausscheiden in der 3. Runde
  - Marlies Berger (Frankfurt): Sieg gegen Ana Maria Navarro (Spanien), Josee Wouters (Belgien), Niederlage gegen Mary Shannon (England)
  - Heide Dauphin (Augsburg): Sieg gegen Giuamet (Spanien), Josiane Cornelis (Belgien), Niederlage gegen Diane Rowe (England)
  - Hanna Haering (Schweinfurt): Sieg gegen Nota Kotsia (Griechenland), Lis Ramberg (Dänemark), Niederlage gegen Edith Steinke (Berlin)
  - Gudrun Müller (Köln): Sieg gegen Lena Guntsch (Schweden), Margaret Piper (England), Niederlage gegen Monique Alber (Frankreich)
- Ausscheiden in der 2. Runde
  - Rosemarie Gomolla (Frankfurt): Sieg gegen Lesley Bell (England), Niederlage gegen Birgitta Tegner (Schweden)
  - Anita Haacke (Berlin): Sieg gegen Loukia Scrivanou (Griechenland), Niederlage gegen Agnes Simon (Deutschland)
  - Ilse Lantermann (Göttingen): Freilos, Niederlage gegen Diane Rowe (England)
  - Edith Lersow (Berlin): Sieg gegen Stockhausen (Belgien), Niederlage gegen Britt Andersson (Schweden)
  - Oda Mielenhausen (Hannover): Sieg gegen Adamantia Poulopoulou (Griechenland), Niederlage gegen Mary Shannon (England)
- Ausscheiden in der 1. Runde
  - Inge Natterer (Donauwörth): Niederlage gegen Micheline Stas (Belgien)
  - Ulla Paulsen (Hamburg): Niederlage gegen Monique Alber (Frankreich)
  - Karla Schulz (München): Niederlage gegen Cirila Pirc (Jugoslawien)

### Herrendoppel
Schöler/Forster verpassten den Einzug ins Endspiel, da sie im Halbfinale gegen die Jugoslawen Korpa/Vecko mit 0:3 verloren. Zuvor hatten sie Per Magnusson/Bergstrand (Schweden), Nicolas Pewny/Hugo Urchetti (Schweiz), Alan Thomas/George Evans (Wales) und Alsér/Tony Larsson (Schweden)  ausgeschaltet.
- Ausscheiden im Viertelfinale
  - Arndt/Michalek: Freilos, Sieg gegen Alf Carlsson/Carl-Johan Bernhardt (Schweden), Paul Bertrand/Guy Delabarre (Belgien), Niederlage gegen Karl Wegrath/Hans Jell (Österreich)
  - Gäb/Hans-Jörg Offergeld: Sieg gegen Fernando Huecas/Tales (Spanien), Ian Harrison/Jeffrey Ingber (England), Ness/Ehrlich (Frankreich), Niederlage gegen Vecko/Korpa (Jugoslawien)
  - Gomolla/Bernd Lorenz: Sieg gegen Maurice Cornil/Georges Roland (Belgien), Christos Christodoulos/Charapoulos (Griechenland), Bjorne Mellstrom/Bengtsson, Niederlage gegen Vojislav Marković/Janez Teran (Jugoslawien)
- Ausscheiden in der 3. Runde
  - Manfred Konieczka/Wolfgang Lux: Sieg gegen Alberto Lo/Antonio Osorio (Portugal), Carlo Jaminet/Valentin Langehegermann (Luxemburg), Niederlage gegen Vecko/Korpa (Jugoslawien)
  - Ness/Ehrlich (Frankreich): Sieg gegen Wim Nederpelt/Kent Johansson (Niederlande/Schweden), Karl Troll/Josef Sedelmayer (Österreich), Niederlage gegen Gäb/Hans-Jörg Offergeld
- Ausscheiden in der 2. Runde
  - Berger/Held: Sieg gegen Franz Kollman/Sporer (Österreich), Niederlage gegen Alsér/Tony Larsson (Schweden)
  - Breumair/Seiz: Sieg gegen Ian Barclay/Malcolm Sugden (Schottland), Niederlage gegen Vojislav Marković/Janez Teran (Jugoslawien)
  - Hübner/Zeljko Hrbud (Deutschland/Jugoslawien): Sieg gegen Jan Scheffer/Wim Schonemeyer (Niederlande), Niederlage gegen David Creamer/Leach (England)
  - Klaus Maier/Otmar Stock: Freilos, Niederlage gegen Bert Onnes/Frans Schoofs (Niederlande)
  - Heinz Niemeyer/Rüdiger Reinecke: Sieg gegen Kenneth Eloury/Edward O’Neill (Jersey), Niederlage gegen Paul Bertrand/Guy Delabarre (Belgien)
- Ausscheiden in der 1. Runde
  - Lothar Franke/Everson (Deutschland/Wales): Niederlage gegen Karl Wegrath/Hans Jell (Österreich)
  - Werner Kümmerle/Horst Thein: Niederlage gegen Mario Mariotti/Lajos Antal (Schweiz)

### Damendoppel
Simon/Harst erreichten das Endspiel. Das war das dritte Endspiel für Agnes Simon an diesem Tag, daher wurden nun Konditionsprobleme sichtbar. So wurde Finale gegen die Engländerinnen Mary Shannon/Diane Rowe mit 1:3 verloren. Vorher hatte das deutsche Paar Lersow/Margaret Piper (Deutschland/England) ausgeschaltet.
Mielenhausen/Lantermann wurden im Halbfinale von Simon/Harst gestoppt, nachdem sie gegen Margaret Phillips/Sandra Morgan (Wales), Lesley Bell/Monique Alber (England/Frankreich) und Anita Haacke/Edith Steinke (Deutschland) gewonnen hatten.
Alle Damendoppel mit deutscher Beteiligung überstanden die erste Runde.
- Ausscheiden im Viertelfinale
  - Gomolla/Marlies Berger: Sieg gegen Micheline Stas/Josiane Cornelis (Belgien), Monique Jaquet/Franziska Hassler (Schweiz), Niederlage gegen Mary Shannon/Diane Rowe (England)
  - Anita Haacke/Edith Steinke: Sieg gegen Loukia Scrivanou/Emilia Scrivanou (Griechenland), Hanna Haering/Inge Natterer, Niederlage gegen Mielenhausen/Lantermann
  - Lersow/Margaret Piper (Deutschland/England): Sieg gegen Tine de Jong/Christiane André (Niederlande/Schweiz), Maria Ignacia Hospital/Ana Maria Navarro (Spanien), Niederlage gegen Simon/Harst (Deutschland)
  - Matthias/Buchholz: Sieg gegen Ursula Artz/Nelly Visscher (Niederlande), Josee Wouters/Claudine Collignon (Belgien), Niederlage gegen Britt Andersson/Birgitta Tegner (Schweden)
- Ausscheiden in der 2. Runde
  - Heide Dauphin/Karla Schulz: Sieg gegen Alima Mokhtari/Martine Le Bras (Frankreich), Niederlage gegen Britt Andersson/Birgitta Tegner (Schweden)
  - Hanna Haering/Inge Natterer: Sieg gegen Cirila Pirc/Cadez (Jugoslawien), Niederlage gegen Anita Haacke/Edith Steinke (Deutschland)
  - Gudrun Müller/Paulsen: Sieg gegen Lis Ramberg/Evy Schandorph (Dänemark), Niederlage gegen Mary Shannon/Diane Rowe (England)

### Mixed
Im Mixed wurde das schwedisch-deutsche Paar Alsér/Harst Europameister. Es besiegte im Endspiel die deutschen Schöler/Simon mit 3:0. Auf dem Weg ins Finale hatten die Sieger Leach/Margaret Piper (England), Nicolas Pewny/Christiane André (Schweiz) und Wolf Berger/Marlies Berger (Deutschland)  aus dem Rennen geworfen.
Schöler/Simon hatten sich gegen Lajos Antal/Monique Jaquet (Schweiz), Niemeyer/Paulsen (Deutschland) und Bengtsson/Britt Andersson (Schweden) durchgesetzt, ehe sie das Endspiel verloren.
- Ausscheiden im Viertelfinale
  - Arndt/Buchholz: Sieg gegen Einar Lyttik/Evy Schandorph (Dänemark), Jacques Gambier/Alima Mokhtari (Frankreich), Horst Thein/Hanna Haering (Deutschland), Niederlage gegen Robert Stevens/Rowe (England)
  - Wolf Berger/Marlies Berger: Sieg gegen Paul Bertrand/Josee Wouters (Belgien), Bjorne Mellstroem/Birgitta Tegner (Schweden), Manfred Konieczka/Edith Steinke (Deutschland), Niederlage gegen Alsér/Harst (Schweden/Deutschland)
- Ausscheiden in der 3. Runde
  - Ernst Gomolla/Lantermann: Sieg gegen Bert Onnes/Nelly Visscher (Niederlande), Otmar Stock/Rosemarie Gomolla, Niederlage gegen Robert Stevens/Rowe (England)
  - Wolfgang Lux/Lersow: Sieg gegen Alan Rhodes/Mary Shannon (England), Jan Scheffer/Tine de Jong (Niederlande), Niederlage gegen Vojislav Marković/Monique Alber (Jugoslawien/Frankreich)
  - Manfred Konieczka/Edith Steinke: Sieg gegen Charapoulos/Scrivanou[4] (Griechenland), Zeljko Hrbud/Cirila Pirc (Jugoslawien), Niederlage gegen Wolf Berger/Marlies Berger (Deutschland)
  - Michalek/Matthias: Sieg gegen Christos Christodoulos/Scrivanou[4] (Griechenland), Jose Maria Ramon/Giuamet (Spanien), Niederlage gegen Tony Larsson/Lena Guntsch (Schweden)
  - Niemeyer/Paulsen: kampflos gegen Guy Delabarre/Claudine Collignon (Belgien), Sieg gegen Gérard Chergui/Martine Le Bras (Frankreich), Niederlage gegen Schöler/Simon (Deutschland)
  - Horst Thein/Hanna Haering: Sieg gegen Fernando Huecas/Ana Maria Navarro (Spanien), Hugo Urchetti/Franziska Hassler (Schweiz), Niederlage gegen Arndt/Buchholz (Deutschland)
- Ausscheiden in der 2. Runde
  - Bernd Lorenz/Mielenhausen: Sieg gegen Freddy Hansen/Lis Ramberg (Dänemark), Niederlage gegen Ian Harrison/Lesley Bell (England)
  - Ness/Heide Dauphin: Sieg gegen Stavros Plakantonakis/Nota Kotsia (Griechenland), Niederlage gegen Bengtsson/Britt Andersson (Schweden)
  - Hans-Jörg Offergeld/Gudrun Müller: kampflos gegen Georges Roland/Ghislaine Roland (Belgien), Niederlage gegen Vojislav Marković/Monique Alber (Jugoslawien/Frankreich)
  - Otmar Stock/Rosemarie Gomolla: Sieg gegen Antonio Osorio/Marilla Santamarina (Portugal), Niederlage gegen Ernst Gomolla/Lantermann (Deutschland)
- Ausscheiden in der 1. Runde
  - Breumair/Inge Natterer: Niederlage gegen Maurice Cornil/Micheline Stas (Belgien)
  - Lothar Franke/Anita Haacke: Niederlage gegen Lajos Antal/Monique Jaquet (Schweiz)
  - Seiz/Karla Schulz: Niederlage gegen Jan Scheffer/Ursula Artz (Niederlande)

## Wissenswertes
- Agnes Simon trug auf einem privaten Bummel modische Schuhe mit sehr hohen Absätzen. Dies verursachte Probleme mit den Wadenmuskeln, die ihren Einsatz zeitweise gefährdet erscheinen ließ. Die Ärzte gaben jedoch grünes Licht.
- Gegen die Schottin Patricia Kerr gewann Agnes Simon mit 21:2, 21:4, 21:2.
- Einen Eklat gab es in der Doppel-Begegnung Ernst Gomolla/Bernd Lorenz gegen die Jugoslawen Vojislav Marković/Janez Teran. Im entscheidenden fünften Satz führten sie 21:20. Im letzten Augenblick vor dem Aufschlag der Jugoslawen korrigierten sie die falsche Aufstellung und holten den Punkt. Die Jugoslawen forderten eine Wiederholung des Aufschlages, da sie sich durch den Stellungswechsel gestört fühlten. Der Oberschiedsrichter entschied auf Sieg für Deutschland. Daraufhin legten die Jugoslawen Protest ein. Eine Jury überstimmte diese Entscheidung und ließ den Aufschlag wiederholen. Die Jugoslawen nutzten diese Chance und gewannen diese Partie und später den Titel im Doppel.
- Der Japaner Ichirō Ogimura war Trainer der Schweden.
- Die deutsche Damenmannschaft feierte die Goldmedaille. Die Kosten der Feier in Höhe von 34,85 DM übernahm der DTTB.

## Ergebnisse
| Wettbewerb        | Rang | Sieger                                                                                     |
| ----------------- | ---- | ------------------------------------------------------------------------------------------ |
| Mannschaft Herren | 1.   | Jugoslawien (Vojislav Marković, Istvan Korpa, Zeljko Hrbud, Janez Teran, Edvard Vecko)     |
| Mannschaft Herren | 2.   | Schweden (Stellan Bengtsson, Kent Johansson, Tony Larsson, Bjorne Mellstrom)               |
| Mannschaft Herren | 3.   | Deutschland (Erich Arndt, Dieter Michalek, Eberhard Schöler, Peter Hübner, Dieter Forster) |
| Mannschaft Herren | 3.   | England (Ian Harrison, Jeffrey Ingber, Robert Stevens, Alan Rhodes)                        |
| Mannschaft Damen  | 1.   | Deutschland (Agnes Simon, Inge Harst, Edit Buchholz, Uschi Matthias)                       |
| Mannschaft Damen  | 2.   | England (Diane Rowe, Mary Shannon, Lesley Bell)                                            |
| Mannschaft Damen  | 3.   | Frankreich (Monique Alber, Martine Le Bras, Alima Mokhtari)                                |
| Mannschaft Damen  | 3.   | England (Britt Andersson, Lena Guntsch, Birgitta Tegner)                                   |
| Herren Einzel     | 1.   | Hans Alsér (SWE)                                                                           |
| Herren Einzel     | 2.   | Erich Arndt (GER)                                                                          |
| Herren Einzel     | 3.   | Eberhard Schöler (GER)                                                                     |
| Herren Einzel     | 3.   | Bjorne Mellstrom (Schweden)                                                                |
| Damen Einzel      | 1.   | Agnes Simon (GER)                                                                          |
| Damen Einzel      | 2.   | Diane Rowe (ENG)                                                                           |
| Damen Einzel      | 3.   | Inge Harst (GER)                                                                           |
| Damen Einzel      | 3.   | Uschi Matthias (GER)                                                                       |
| Herren Doppel     | 1.   | Vojislav Marković/Janez Teran (YUG)                                                        |
| Herren Doppel     | 2.   | Edvard Vecko/Istvan Korpa (YUG)                                                            |
| Herren Doppel     | 3.   | Karl Wegrath/Hans Jell (AUT)                                                               |
| Herren Doppel     | 3.   | Eberhard Schöler/Dieter Forster (GER)                                                      |
| Damen Doppel      | 1.   | Mary Shannon/Diane Rowe (ENG)                                                              |
| Damen Doppel      | 2.   | Agnes Simon/Inge Harst (GER)                                                               |
| Damen Doppel      | 3.   | Britt Andersson/Birgitta Tegner (SWE)                                                      |
| Damen Doppel      | 3.   | Oda Mielenhausen/Ilse Lantermann (GER)                                                     |
| Mixed             | 1.   | Hans Alsér/Inge Harst (SWE/GER)                                                            |
| Mixed             | 2.   | Eberhard Schöler/Agnes Simon (GER)                                                         |
| Mixed             | 3.   | Robert Stevens/Diane Rowe (ENG)                                                            |
| Mixed             | 3.   | Vojislav Marković/Monique Alber (YUG/FRA)                                                  |

## Teilnehmer an den Einzel- und Mannschaftswettbewerben
| Nation       | Herren | Damen                                                                                              |
| ------------ | --- | -------------------------------------------------------------------------------------------------- |
| Belgien      | Georges Roland, Maurice Cornil, Paul Bertrand, Pierre Juliens, Guy Delabarre, Joseph Demolin, Damman, Bierkens                                                          | Josee Wouters, Josiane Cornelis, Micheline Stas, Stockhausen, Claudine Collignon, Ghislaine Roland |
| Dänemark     | Freddy Hansen, Einar Lyttik, Mogens Nielsen, Henning Thorsen | Lis Ramberg, Evy Schandorph, Uthoft                                                                |
| England      | Ian Harrison, Jeffrey Ingber, Robert Stevens, Alan Rhodes, Craemer, Evans, Wall                                                                                         | Diane Rowe, Mary Shannon, Lesley Bell, Margaret Piper                                              |
| Finnland     | Kurt Carlsson, Per-Erik Nyberg, Tapio Penttilä, Seppo Pentsinen | nicht teilgenommen                                                                                 |
| Frankreich   | Marcel Barouh, Guy Amouretti, Jaques Gambier, Gerard Chergui, Aloizy Ehrlich                                                                                            | Monique Alber, Alima Mokhtari, Martine Le Bras                                                     |
| Griechenland | Christos Christodoulatos, Chariton Charopoulos, Stavros Plakantonakis, Antonis Kedras, Nicilaos Ferlemis, Charanikolas                                                  | Loukia Scrivanou, Emilia Scrivanou, Nota Kotsia, Adamantia Poulopoulou                             |
| Holland      | Bert Onnes, Frans Schoofs, Wim Schonemeyer, Jan Scheffer, Wim Nederpelt                                                                                                 | Nelly Visscher, Tine de Jong, Ursula Artz                                                          |
| Jersey       | Kenneth Eloury, Kenneth Baton, Edward O’Neill, Marcel Le Masson, Reed                                                                                                   | nicht teilgenommen                                                                                 |
| Jugoslawien  | Vojislav Marković, Istvan Korpa, Zeljko Hrbud, Janez Teran, Edvard Vecko                                                                                                | Cadez, Cirila Pirc                                                                                 |
| Luxemburg    | Felix Felten, Marcel Brimaire, Carlo Jaminet, Valentin Langehegermann                                                                                                   | nicht teilgenommen                                                                                 |
| Österreich   | Karl Troll, Josef Sedelmayer, Karl Wegrath, Hans Jell, Sporer, Franz Kollmann                                                                                           | nicht teilgenommen                                                                                 |
| Portugal     | Alberto Lo, Antonio Osorio, Campos, Louro | Santamaria, Montoya                                                                                |
| Schottland   | Robert Kerr, Ian Barclay, Eddie Still, Malcolm Sugden | Patricia Kerr – Am Mannschaftswettbewerb nicht teilgenommen                                        |
| Schweden     | Stellan Bengtsson, Kent Johansson, Tony Larsson, Bjorne Mellstrom, Hans Alsér, Christer Johansson, Carlsson, Andersson, Carl-Johan Bernhardt, Bergstrand, Per Magnusson | Britt Andersson, Brigitte Tegner, Lena Guntsch                                                     |
| Schweiz      | Mario Mariotti, Lajos Antal, Antoine Perrig, Guy Bär, Nicolas Pewny, Hugo Urchetti                                                                                      | Monique Jaquet, Franziska Hassler, Christiane Andre                                                |
| Spanien      | J. Pales, J.A. Pales, M. Olivar, Castillo, Jose Maria Ramon, Fernando Huecas                                                                                            | Maria Ignacia Hospital, Guiamet, Ana Maria Navarro                                                 |
| Wales        | Alan Thomas, Everson, Hopkins, George Evans | Margaret Phillips, Sandra Morgan                                                                   |